# Ray Barretto
Ray Barretto, född 29 april 1929 i Brooklyn, New York, död 17 februari 2006 i Hackensack, New Jersey, var amerikansk musiker med puertoricanskt påbrå. Barretto var främst verksam inom genrerna salsa och latin jazz. Under 1950-talet spelade han congas först med Charlie Parker och senare även Tito Puente. 1961 spelade han in låten "El Watusi", som två år senare, 1963, gick in på Billboard Hot 100 och nådde #17. En annan av hans mest kända låtar heter "Acid", och finns på albumet med samma namn från 1968. Han spelade under 1970-talet och 1980-talet in många album för det för latinamerikansk musik inflytelserika skivbolaget Fania Records. Han var också under en lång period medlem i dess husband Fania All-Stars. 1990 belönades han med en Grammy för skivan Ritmo en el Corazon.